# Жировичі
Жировичі (також Жировиці; біл. Жыровіцы, біл. тарашк. Жыровічы, пол. Żyrowicze) — село в Білорусі, у Слонімському районі Гродненської області на відстані 1 км від річки Щара. Адміністративний центр Жировицької сільської ради. Населення станом на 2005 рік — 2570 осіб. Відстань до Слоніма 10 км, до Гродна 138 км. Через село проходить автомобільна дорога, що з'єднує Слонім із шосе Мінськ-Брест.
Жировичі — давнє магдебурзьке містечко історичної Слонімщини (частина Новогрудчини), колишній греко-католицький центр Великого князівства Литовського. До наших днів тут зберігся комплекс колишнього василіянського монастиря з соборною церквою Успіння Пресвятої Богородиці (бароко і класицизм), Хресто-Воздвиженська і Богоявленська церкви (віленське бароко), а також дерев'яна цвинтарна церква святого Юрія (бароко). У Свято-Успенському соборі Жировицького монастиря зберігається одна з найшанованіших у Білорусі та за її межами чудотворних Богородичних ікон Жировицька ікона Божої Матері.

## Історія

### Велике князівство Литовське
Перші письмові згадки про Жировичі датуються 1493—1495 роками, коли великий князь Казимир надав поселення великому підскарбію Олександру Солтану. Новий власник побудував церкву на місці, де за легендою в 1470 році з'явився образ Матері Божої. Біля церкви почало формуватися поселення.

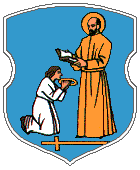
Історичний герб Жировичів

Згідно з адміністративно-територіальною реформою (1565—1566) Жировичі увійшли до складу Слонімського повіту Новогрудського воєводства. З 1565 року тут почали проводитися ярмарки. Під 1587 роком уперше згадується Жировицький монастир. На початку XVII ст. обитель перебувала у володінні канцлера Великого князівства Литовського Льва Сапіги, потім мстиславльського каштеляна Івана Мелешка.
У 1624 році Жировичі отримали статус містечка, а в 1652 році король і великий князь Ян Казимир надав поселенню магдебурзьке право. Незабаром Жировичі стали великим торговим центром, який користувався власним гербом: «в блакитному полі зображення двох людських фігур — права стоїть на колінах, ліва тримає в простягнутих руках книгу». Під час Тринадцятирічної війни в 1655 році козацькі загони спалили містечко і монастир.
8 (19) вересня 1730 року в Жировичах відбулася урочиста коронація чудотворної ікони Матері Божої. Корону, прикрашену дорогоцінним камінням, пожертвувала княгиня Анна Радзивілл. Ікона зберігалася під склом у золочених ризах.

### Під владою Російської імперії

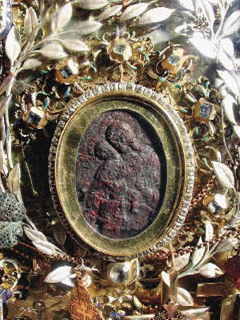
Рельєфний образ Жировицької Матері Божої

У результаті третього поділу Речі Посполитої (1795 рік) Жировичі опинилися в складі Російської імперії, у Слонімському повіті. У 1810—1828 роках тут знаходилася резиденція Берестейського греко-католицького єпископа .
У 1828—1839 роках Жировичі були центром Литовської греко-католицької, а в 1840—1845 роках — Литовської православної єпархії. У 1880-і роки в містечку діяли 3 церкви; працювали духовне і жіноче народні училища, 3 магазини, 3 корчми; щорічно проводилися 3 ярмарки.
У Першу світову війну Жировичі зайняли німецькі війська. У 1919—1920 роках містечко переходило з рук в руки — від більшовиків до польської армії.

### Новітній період
25 березня 1918 року згідно з Третьою Статутною грамотою Жировичі оголошувалися частиною Білоруської Народної Республіки. 1 січня 1919 року відповідно до постанови І з'їзду КП (б) Білорусі вони увійшли до складу Білоруської РСР. Згідно з Ризьким мирним договором 1921 року Жировичі опинилися в складі міжвоєнної Польської Республіки, де стали центром гміни Слонімського повіту Новогрудського воєводства.
У 1939 році Жировичі увійшли в БРСР, де 12 жовтня 1940 року стали центром сільради Слонімського району. Статус поселення понизили до села. Станом на 1971 рік тут було 430 дворів, на 1994 рік — 650.
У 2000-і роки Жировичі отримали офіційний статус агромістечка. 24 липня 2014 року офіційно затвердили історичний герб.

## Галерея

Давні зображення Жировичів
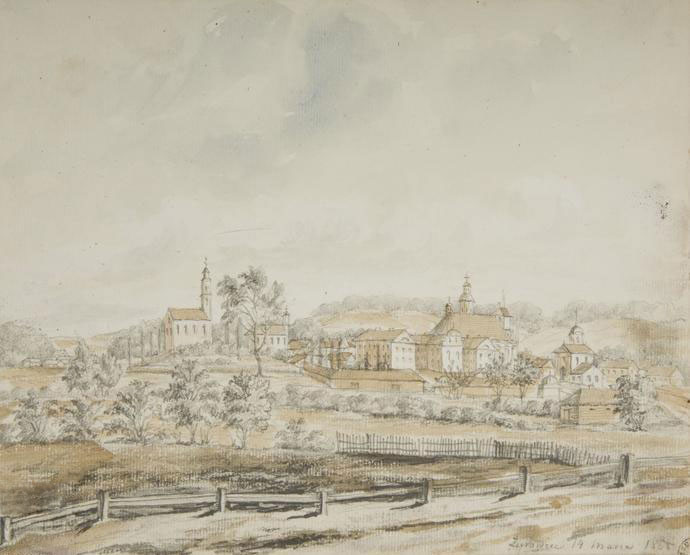
Наполеон Орда, 14 квітня 1865 р.
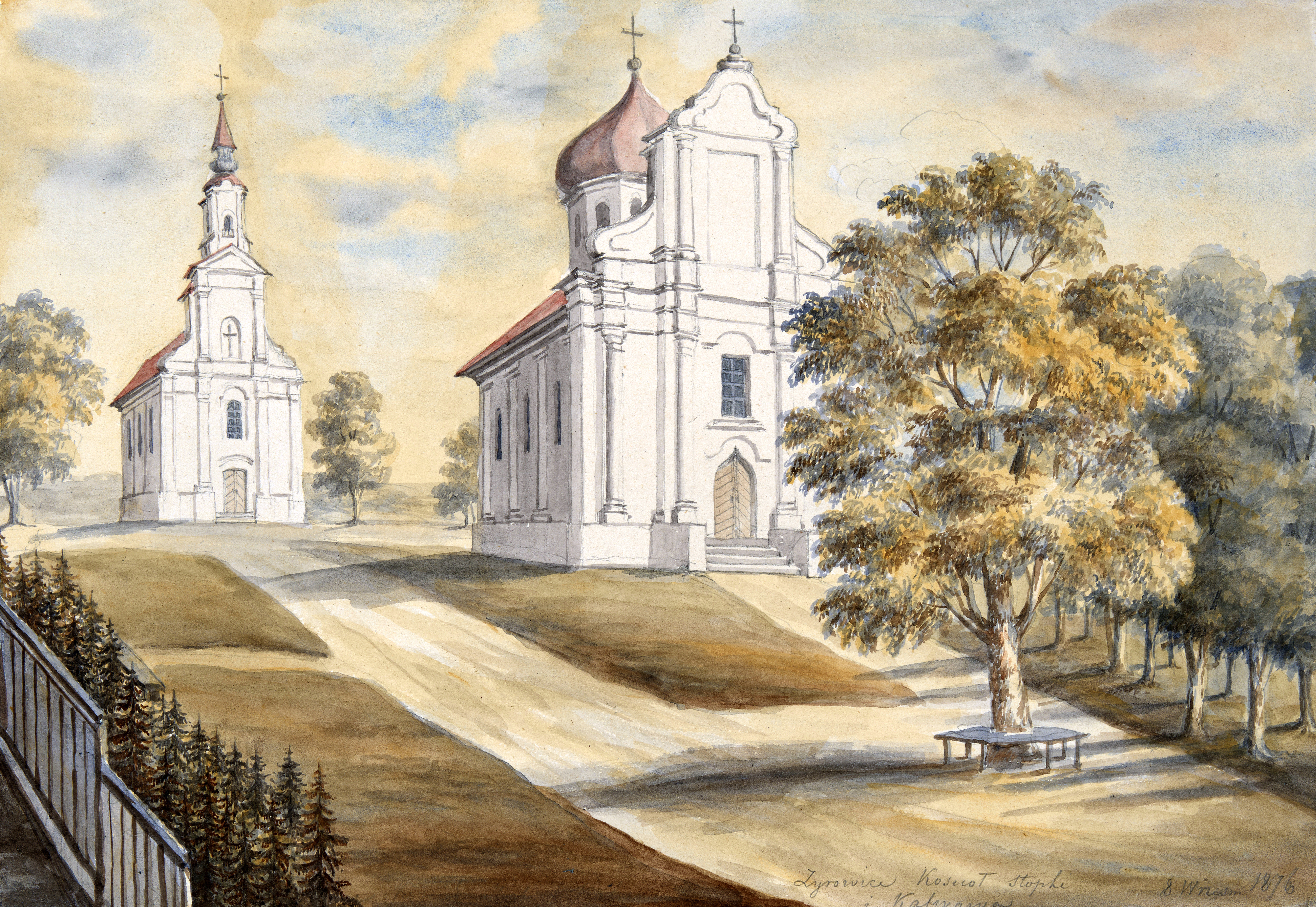
Наполеон Орда, 8 вересня 1876 р.
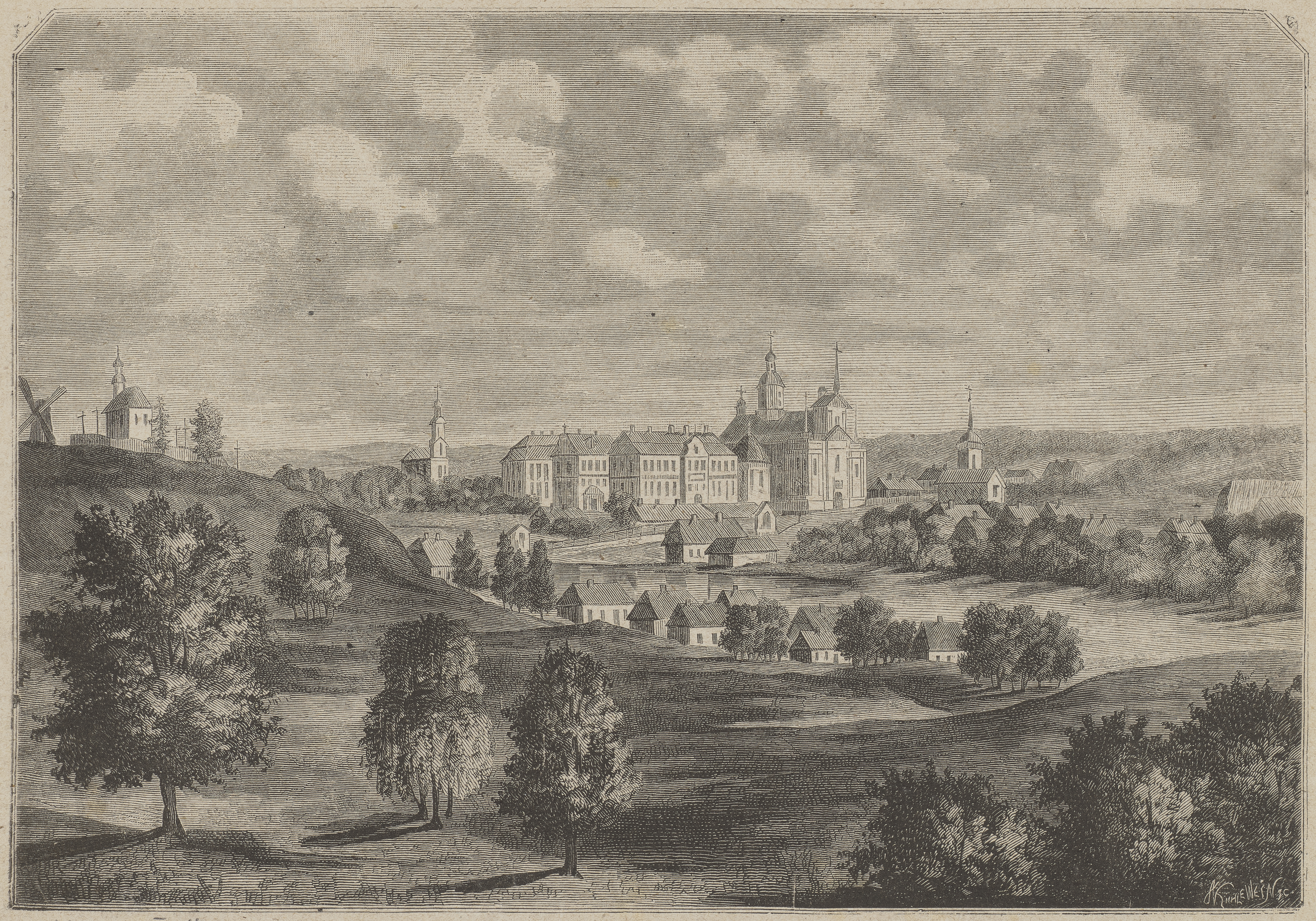
Невідомий автор, 1879 р.
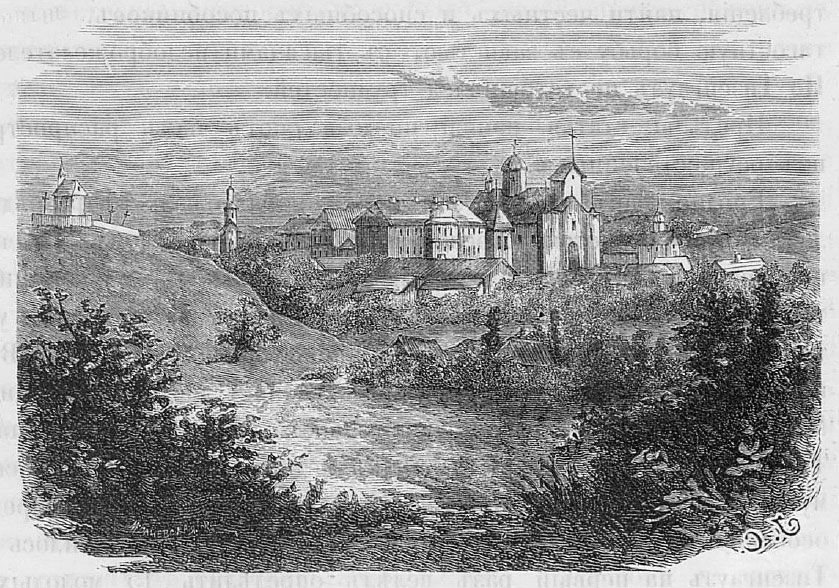
Невідомий автор, 1882 р.
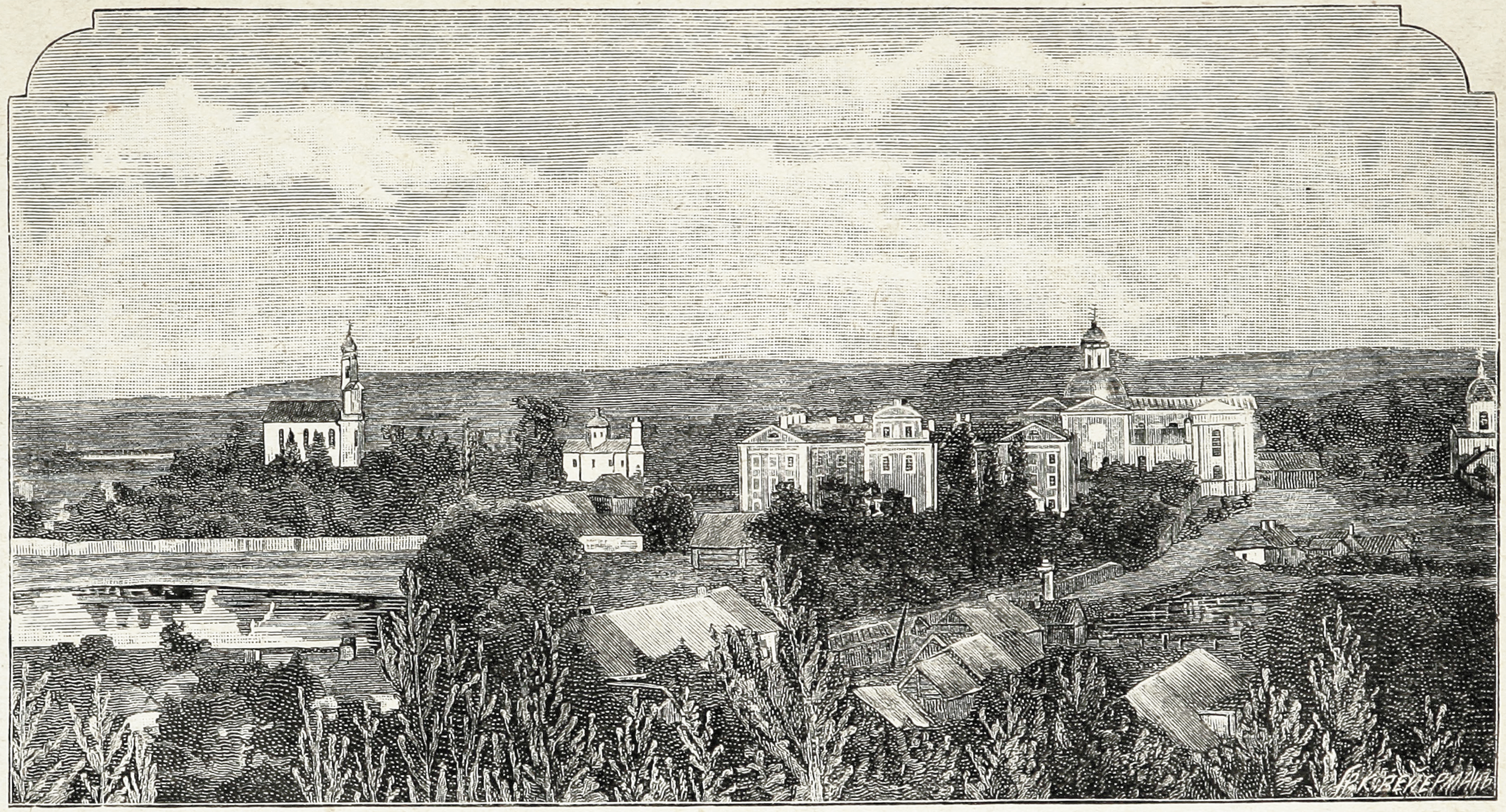
Невідомий автор, 1890 р.
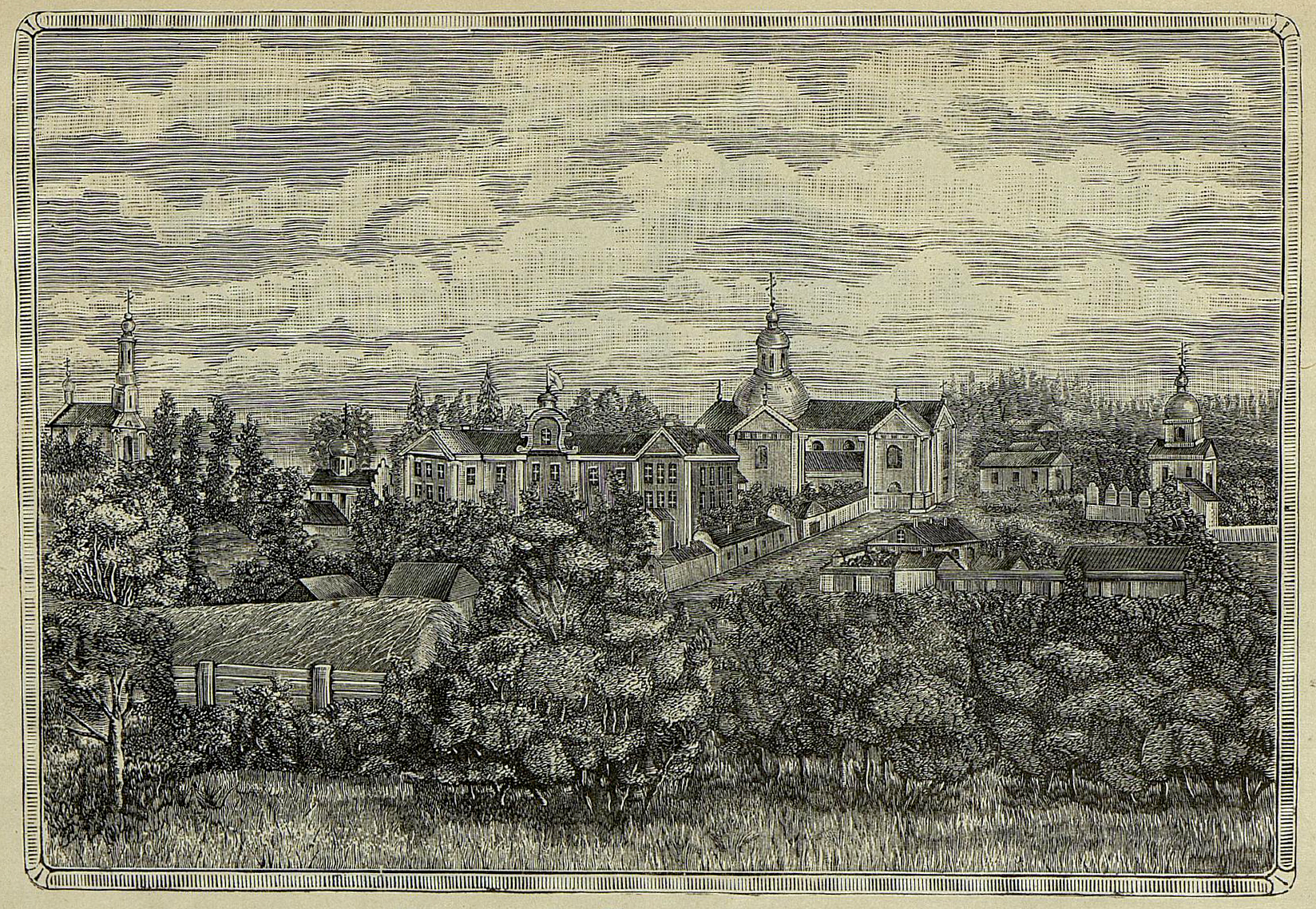
Невідомий автор, 1898 р.

Містечко на старих знимках
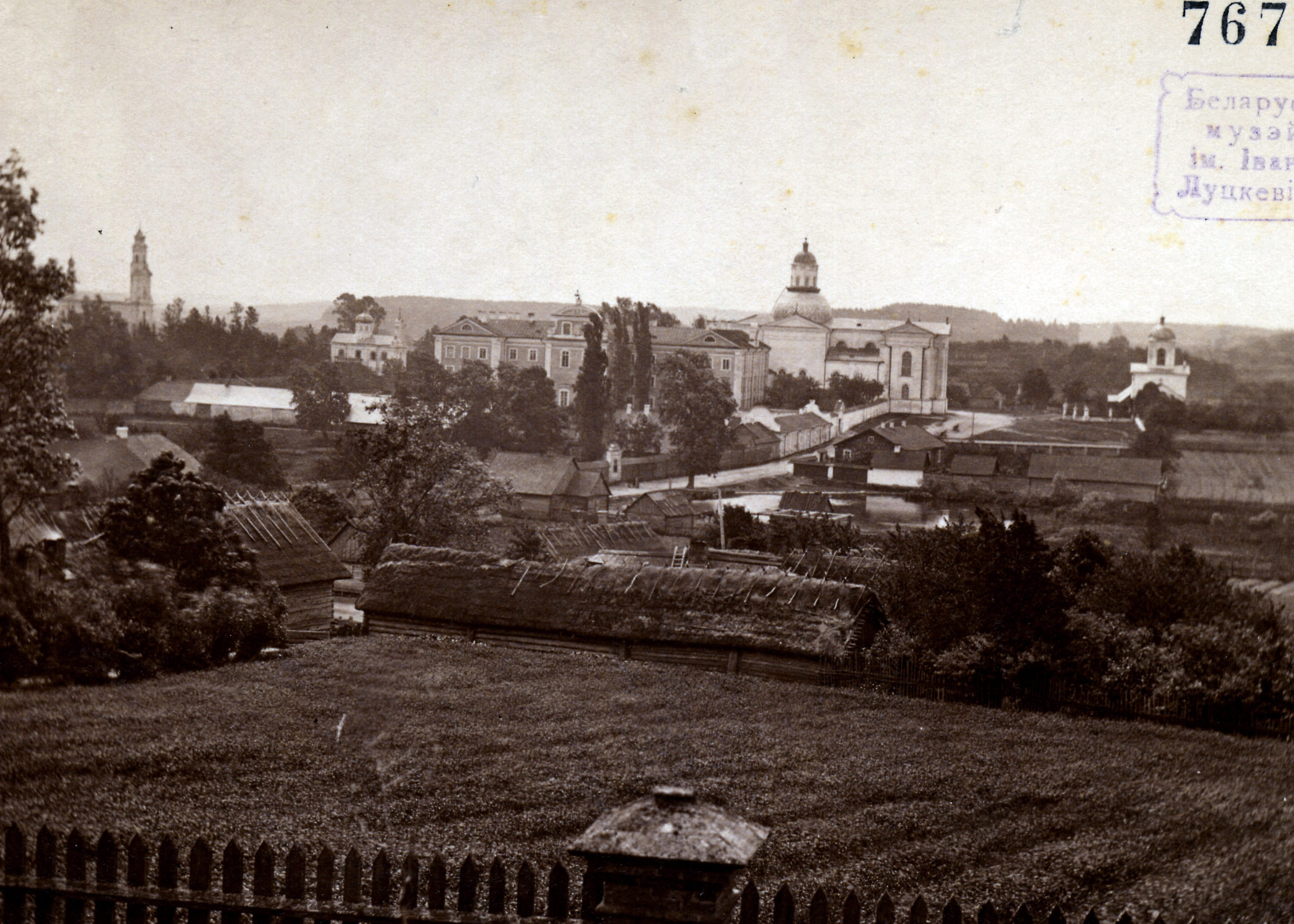
Загальний вигляд, 1870 р.
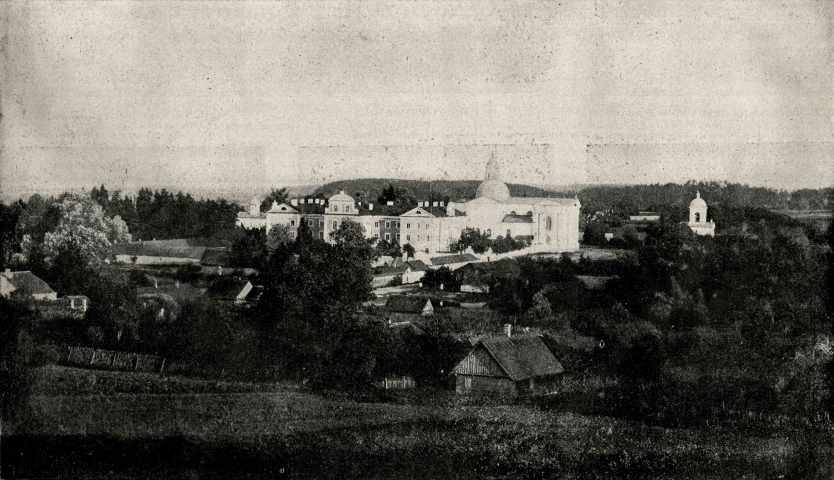
Загальний вигляд, 1912 р.
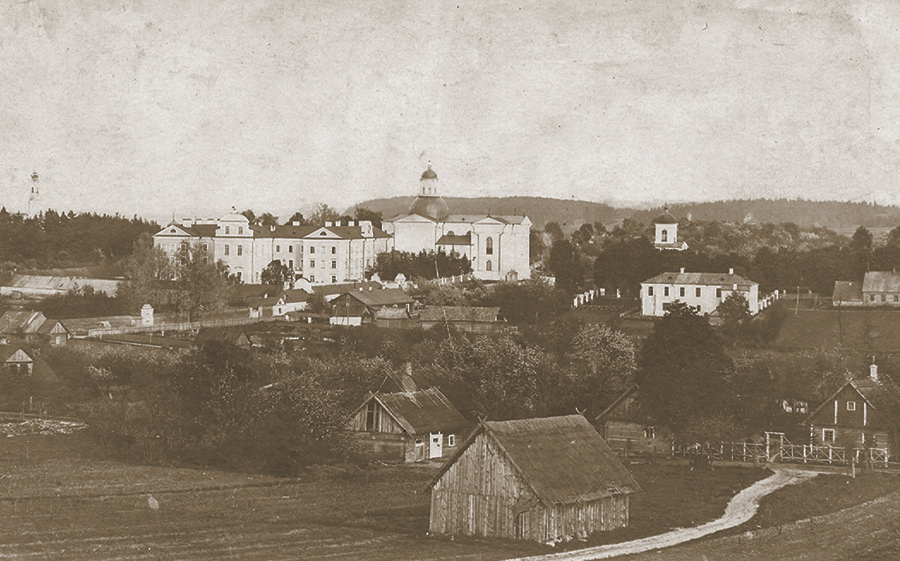
Загальний вигляд, 1916 р.
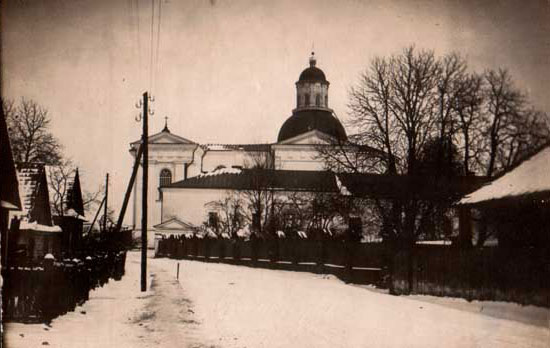
Вулиця Соборна, 1914 р.
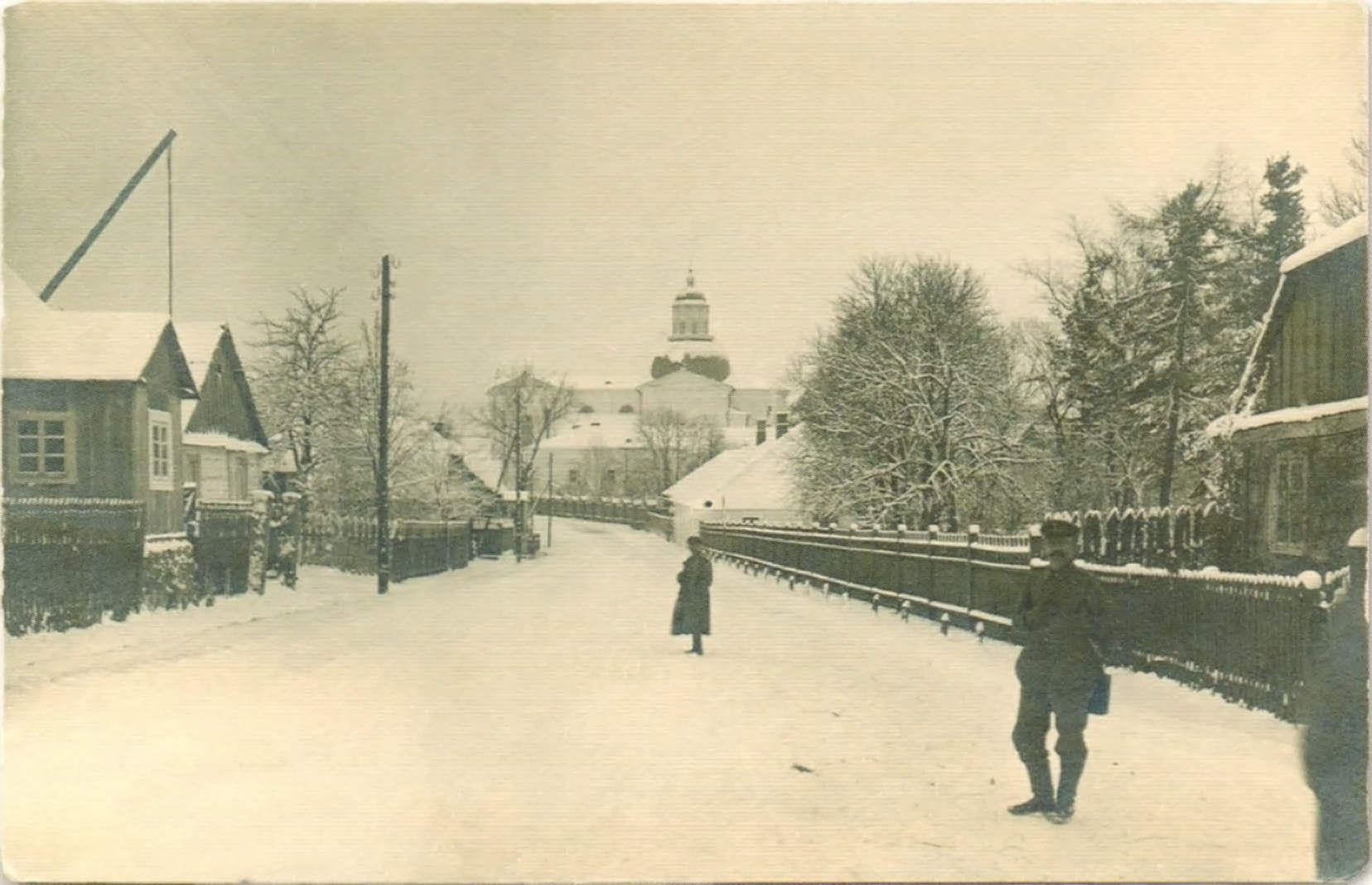
Вулиця Соборна, 1916 р.
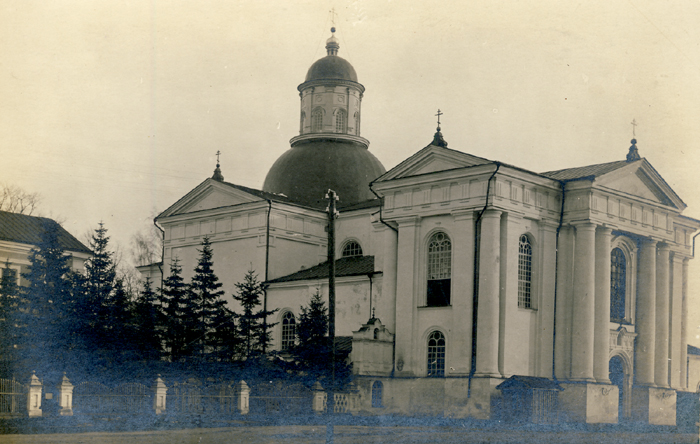
Свято-Успенська соборна церква, 1918 р.
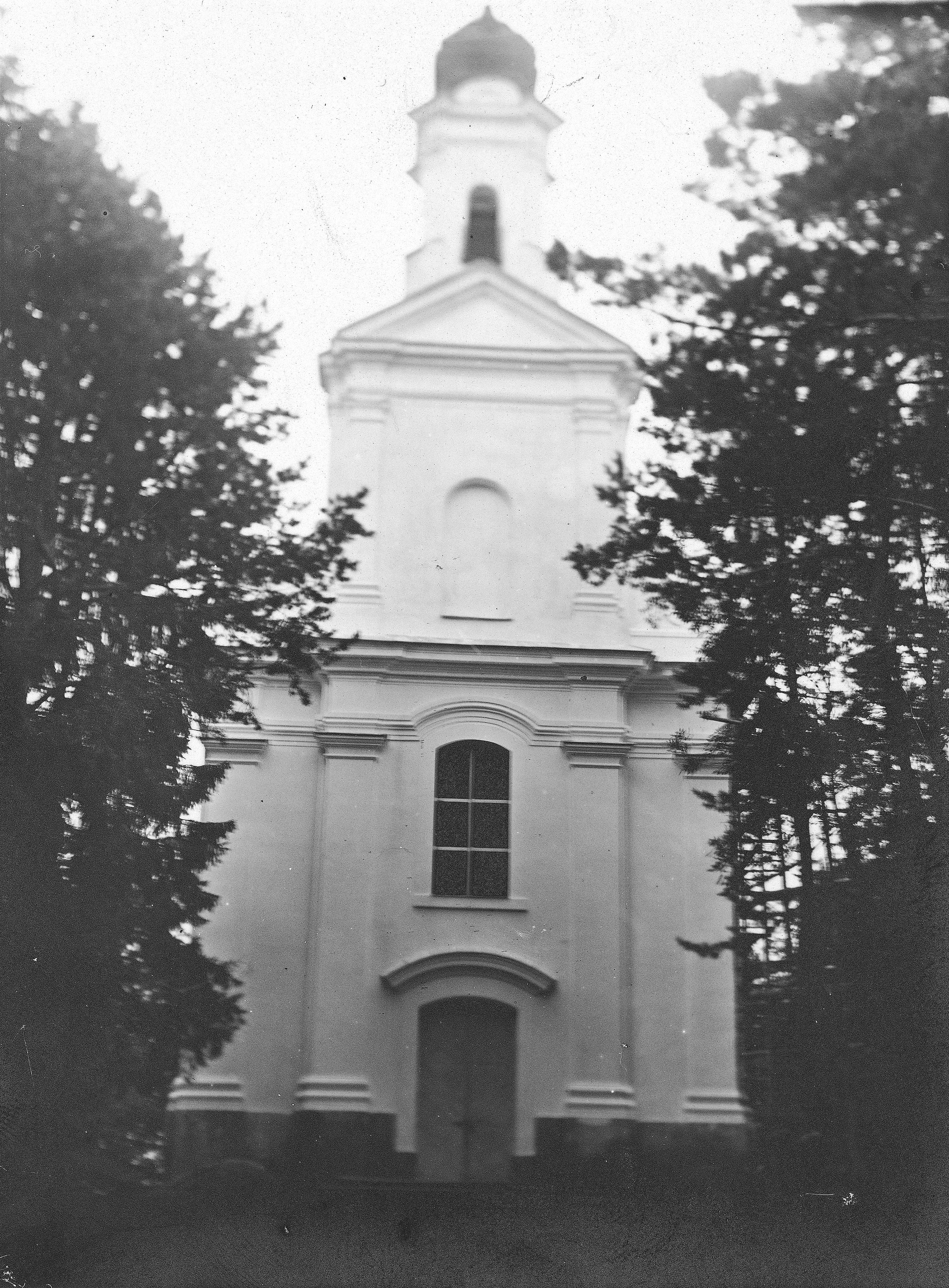
Хресто-Воздвиженська церква, 1930-ті рр.
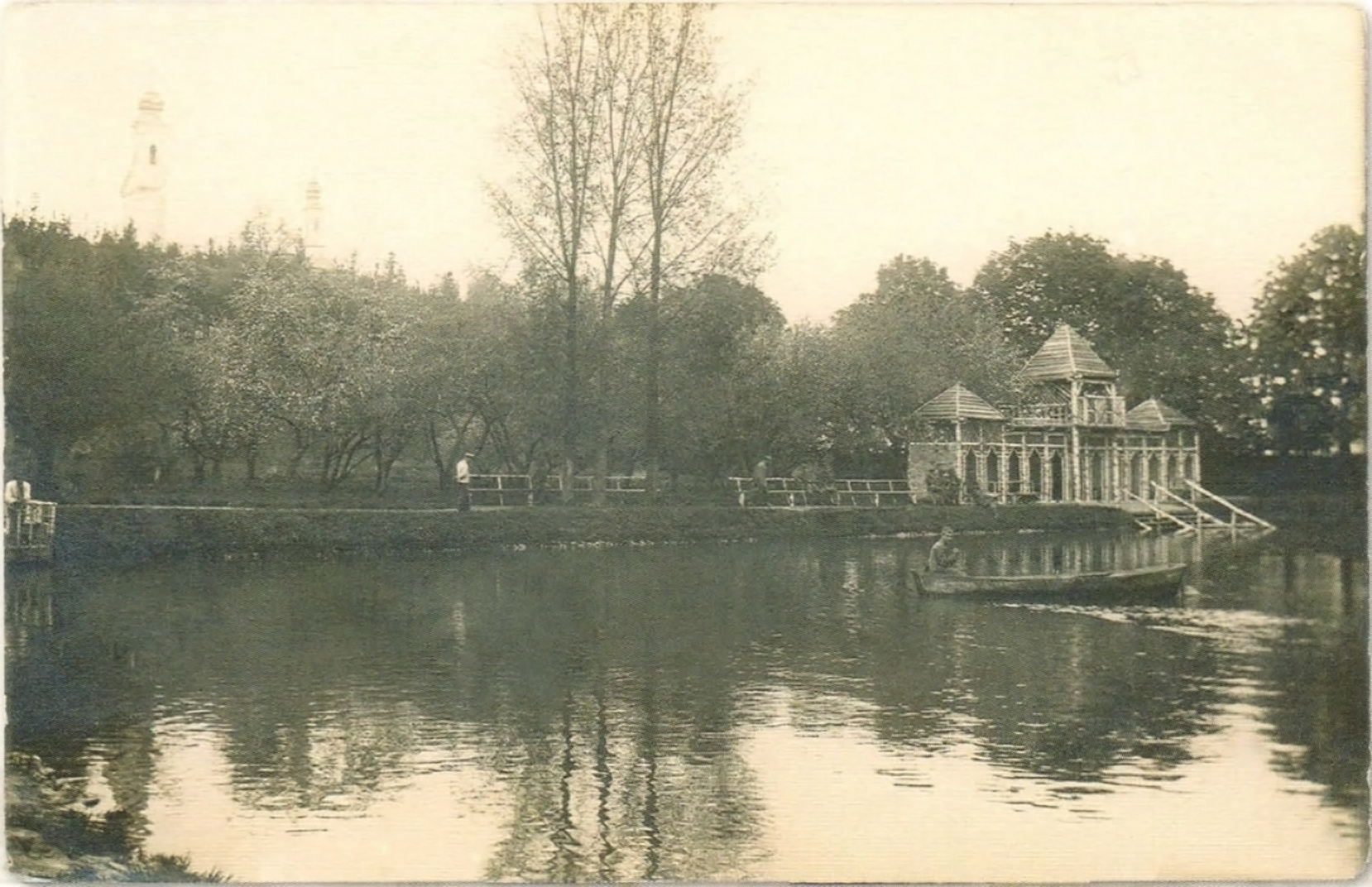
Монастирський ставок, 1916 р.

## Населення

### Демографія
- XIX століття: 1830 рік — 226 осіб, з них знаті 22, духовного стану 11, міщан-християн і селян 187, жебраків 6[6]; 1885 рік — 516 осіб.
- XX століття: 1921 рік — 508 осіб[7]; 1971 рік — 2597 осіб[8]; 1994 рік — 3500 осіб[9].
- XXI століття: 2005 рік — 2570 осіб.

### Освіта
У Жировичах працюють державний аграрно-технічний коледж (від 1945 року), середня школа (з 1966 року) і школа мистецтв, дошкільний заклад.

### Медицина
Медичне обслуговування населення здійснюють лікарня і амбулаторія.

## Економіка
12 торговельних підприємств, філія Бєлорусбанку і пошта.

## Туризм

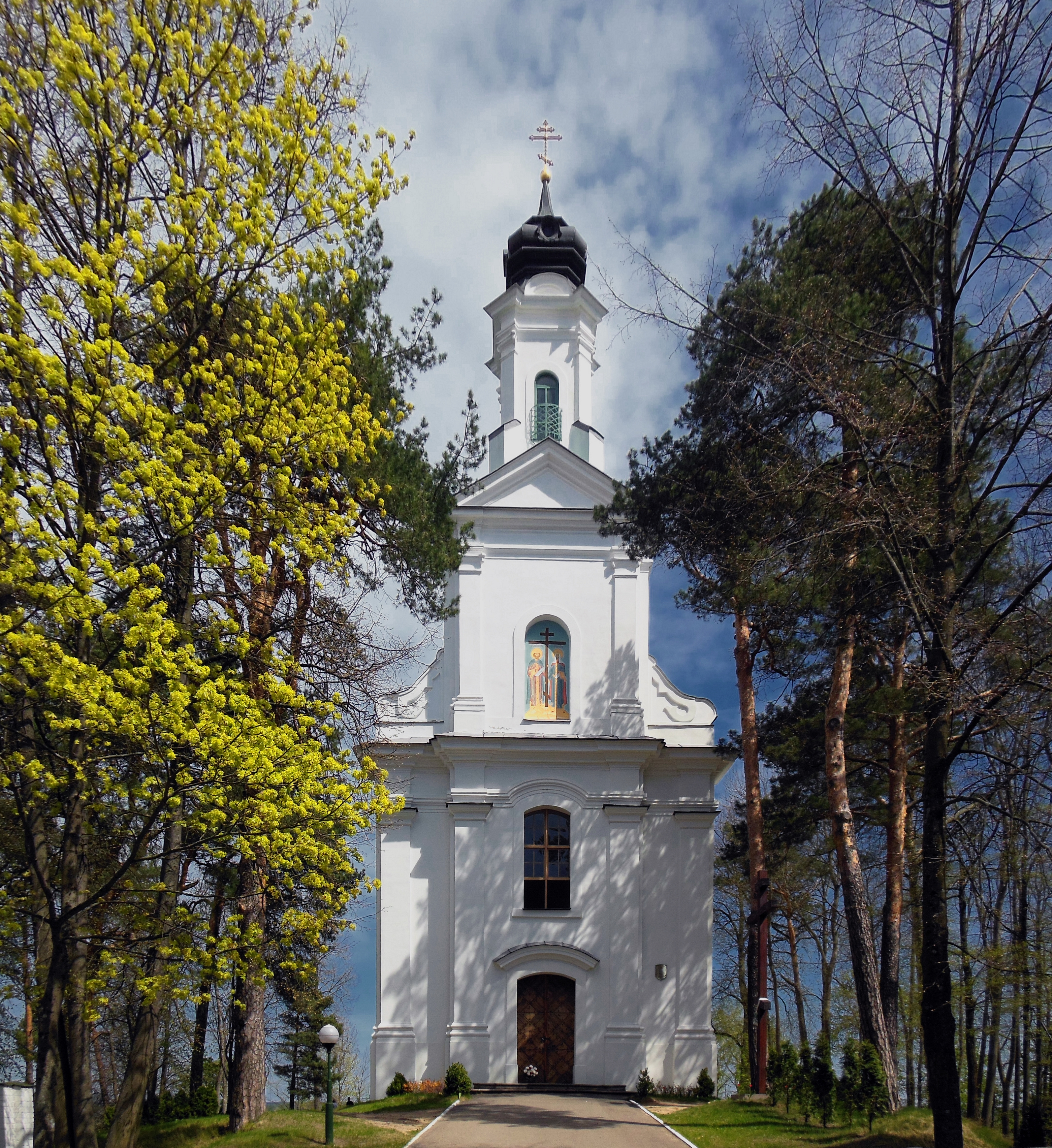
Хресто-Воздвиженська церква, пам'ятка архітектури Віленського бароко

### Інфраструктура
Жировичі — центр туризму національного значення. Входять до туристичних маршрутів «Кам'яний літопис Понемання», «Кам'яний літопис Слоніма і Жировичів».

### Відомі місця
У містечку розташовується архітектурний комплекс колишнього монастиря василіян, який складається з наступних будівель:
- Господарські будівлі (XVIII—XX століття)
- Дзвіниця (1828)
- Монастирський корпус (XVII—XVIII століття)
- Церкви: Успіння Пресвятої Богородиці (Пречистенська, соборна; 1613—1650), Богоявлення (1672 або 1769), Воздвиження Чесного Хреста (1769).

Крім того, на північній околиці селища, на кладовищі, збереглася дерев'яна церква Святого Юрія (кін. XVIII ст.).

### Втрачена спадщина
- Садиба «Старі Жировичі».

Сучасні знимки
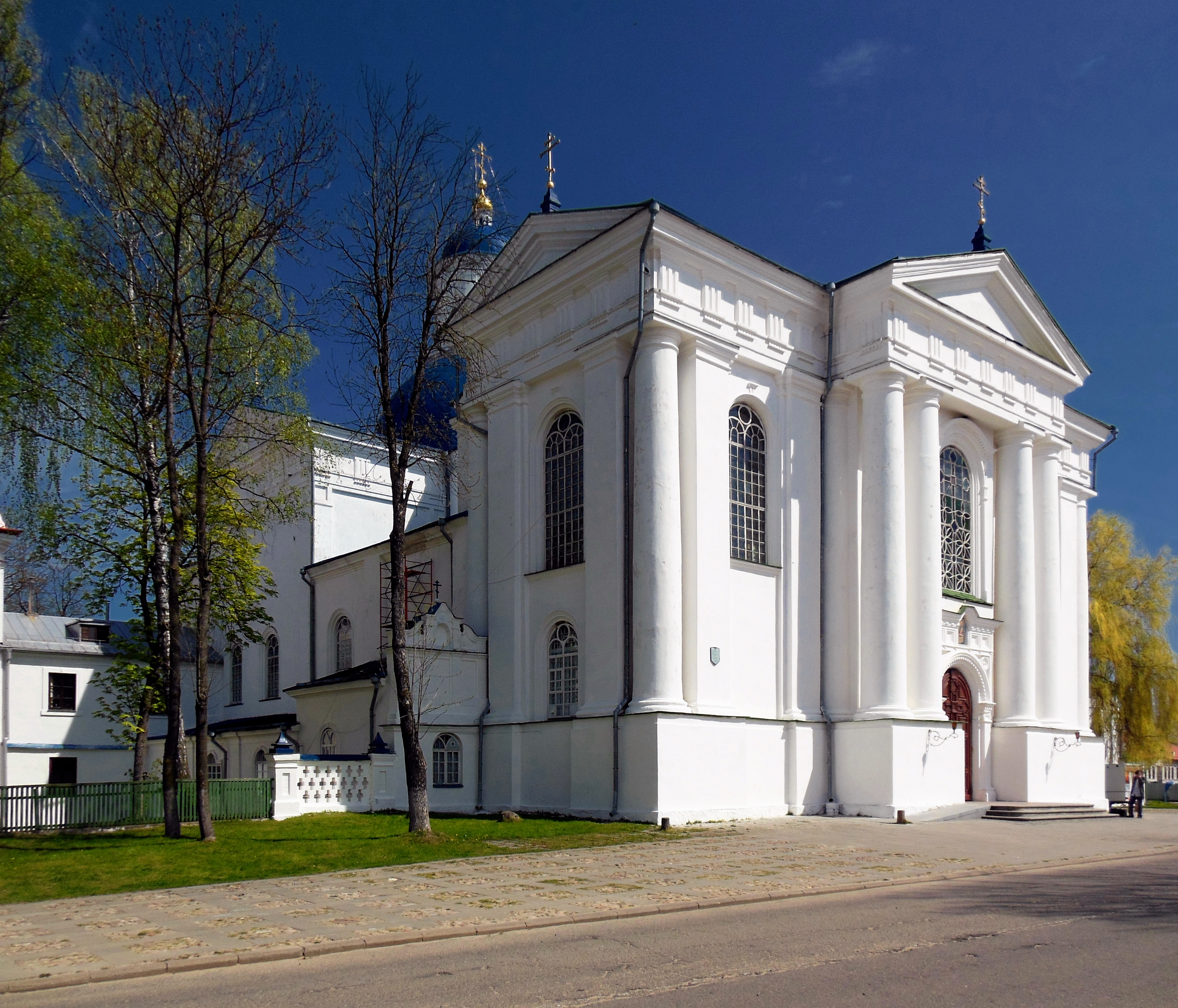
Свято-Успенський собор
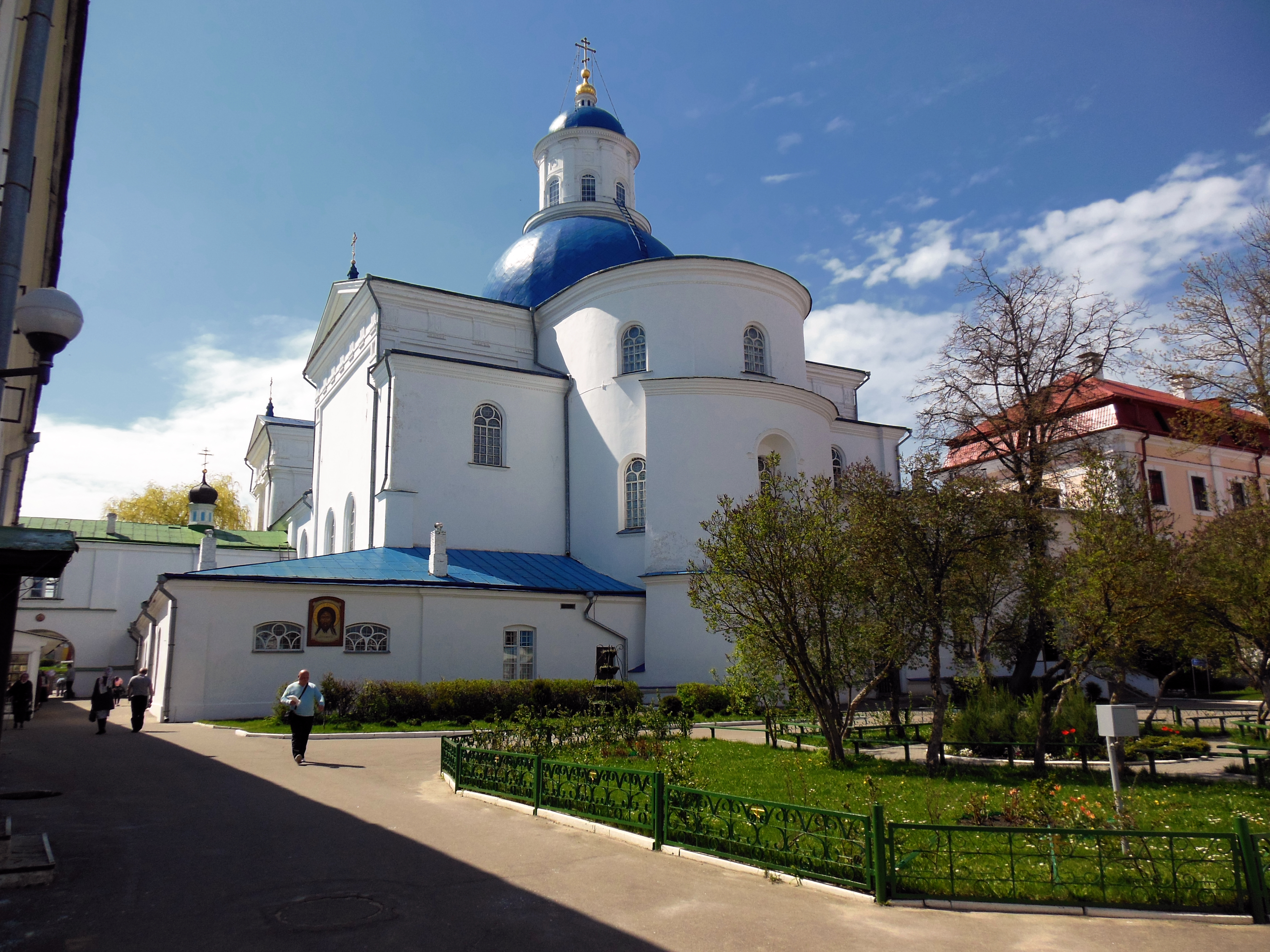
Свято-Успенський собор з боку апсиди
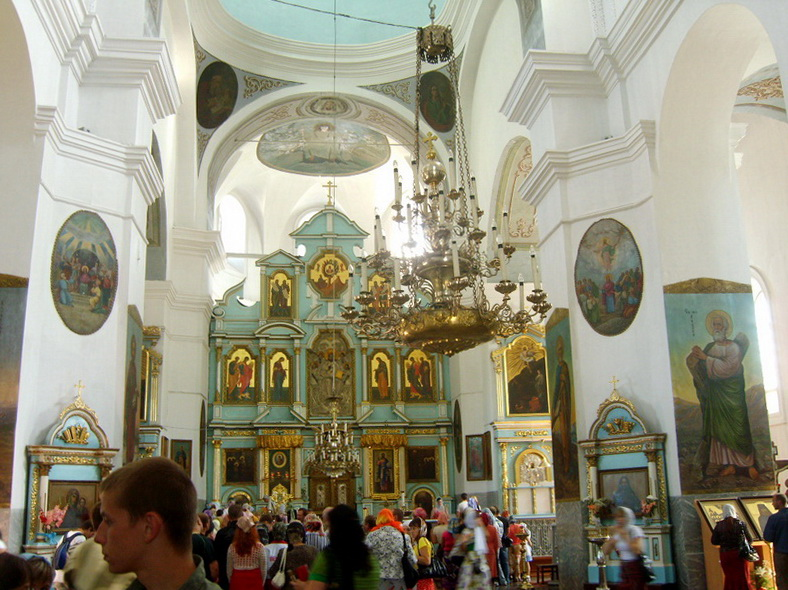
Свято-Успенський собор, інтер'єр
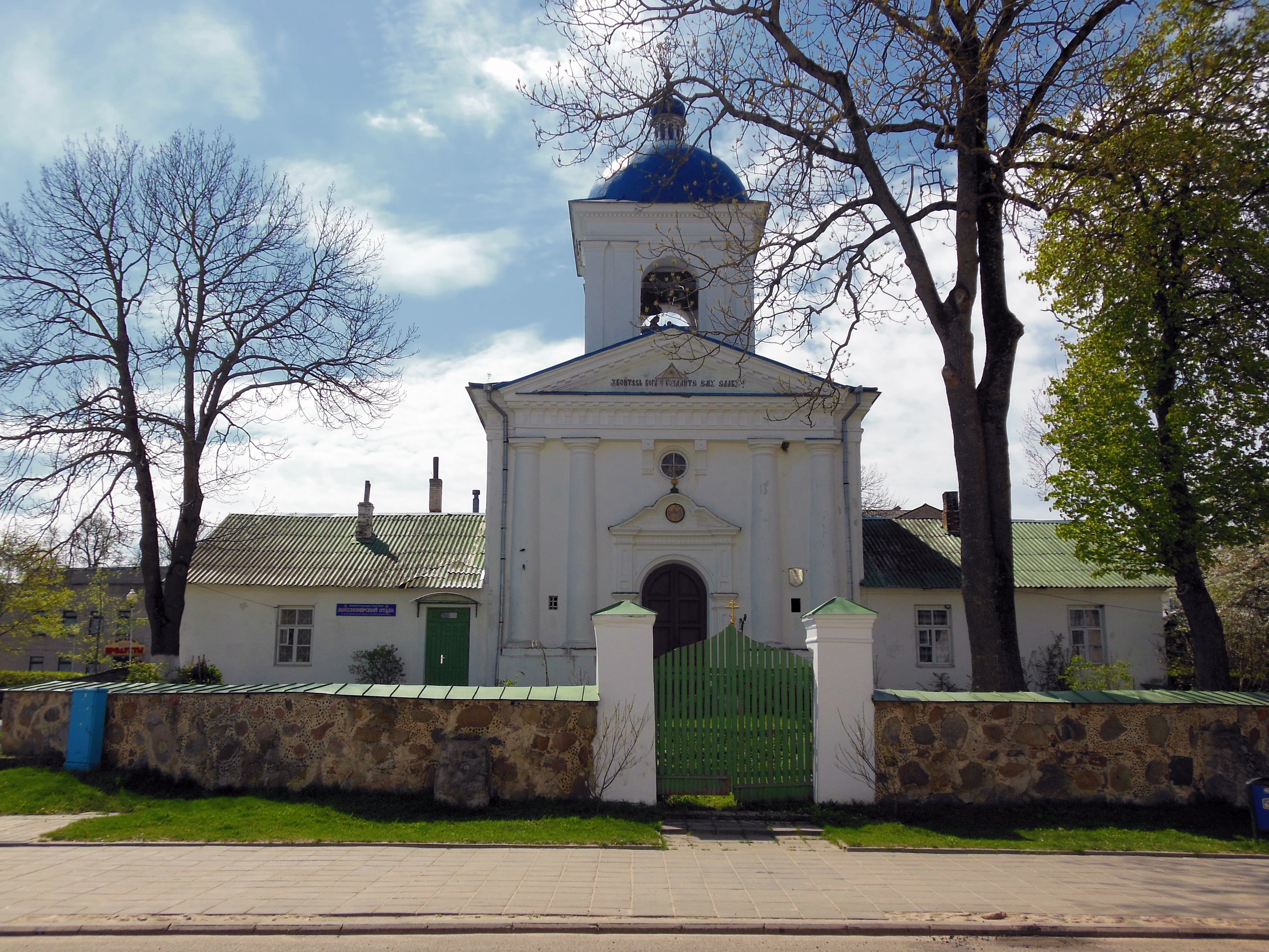
Дзвіниця
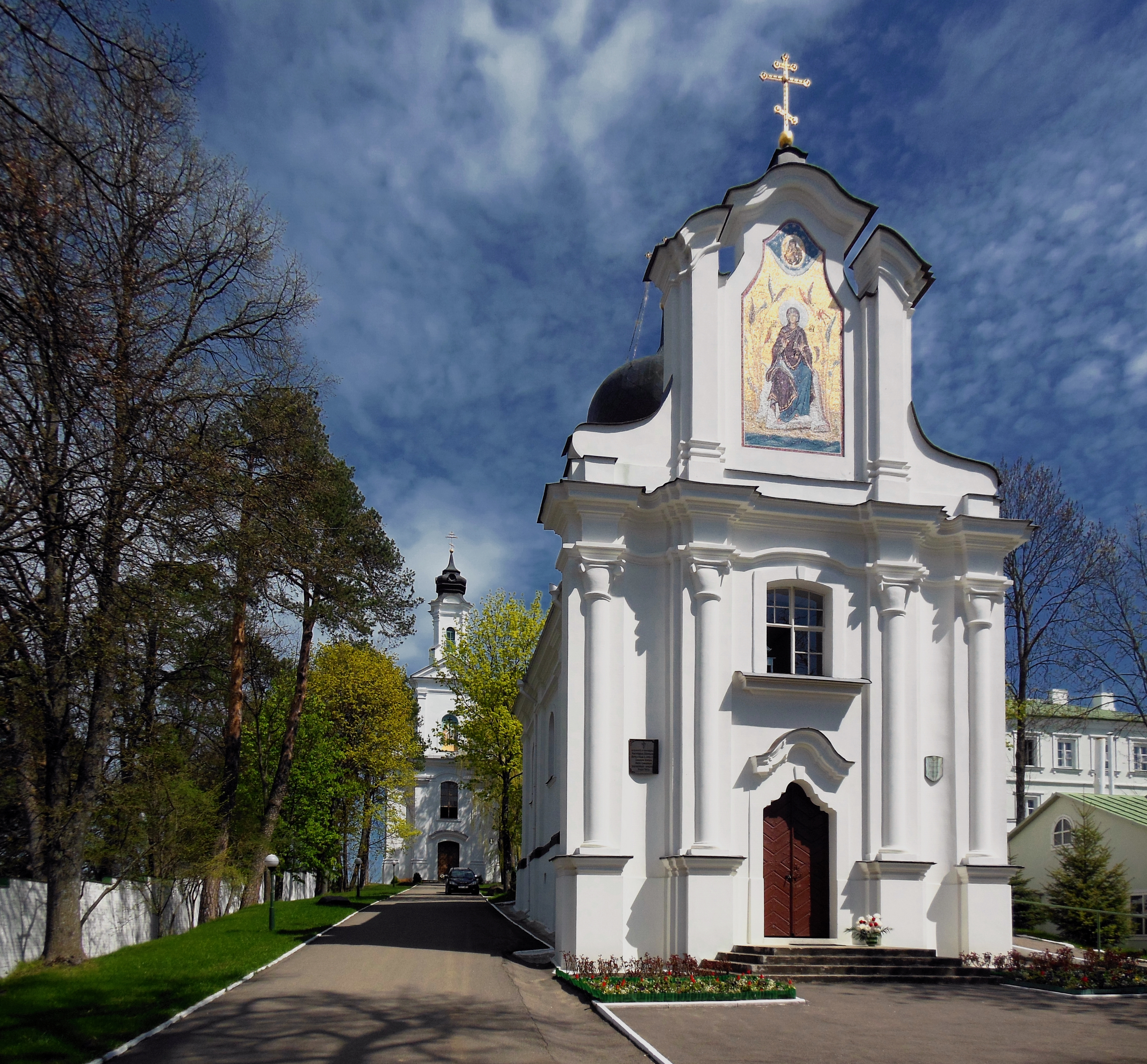
Богоявленська церква
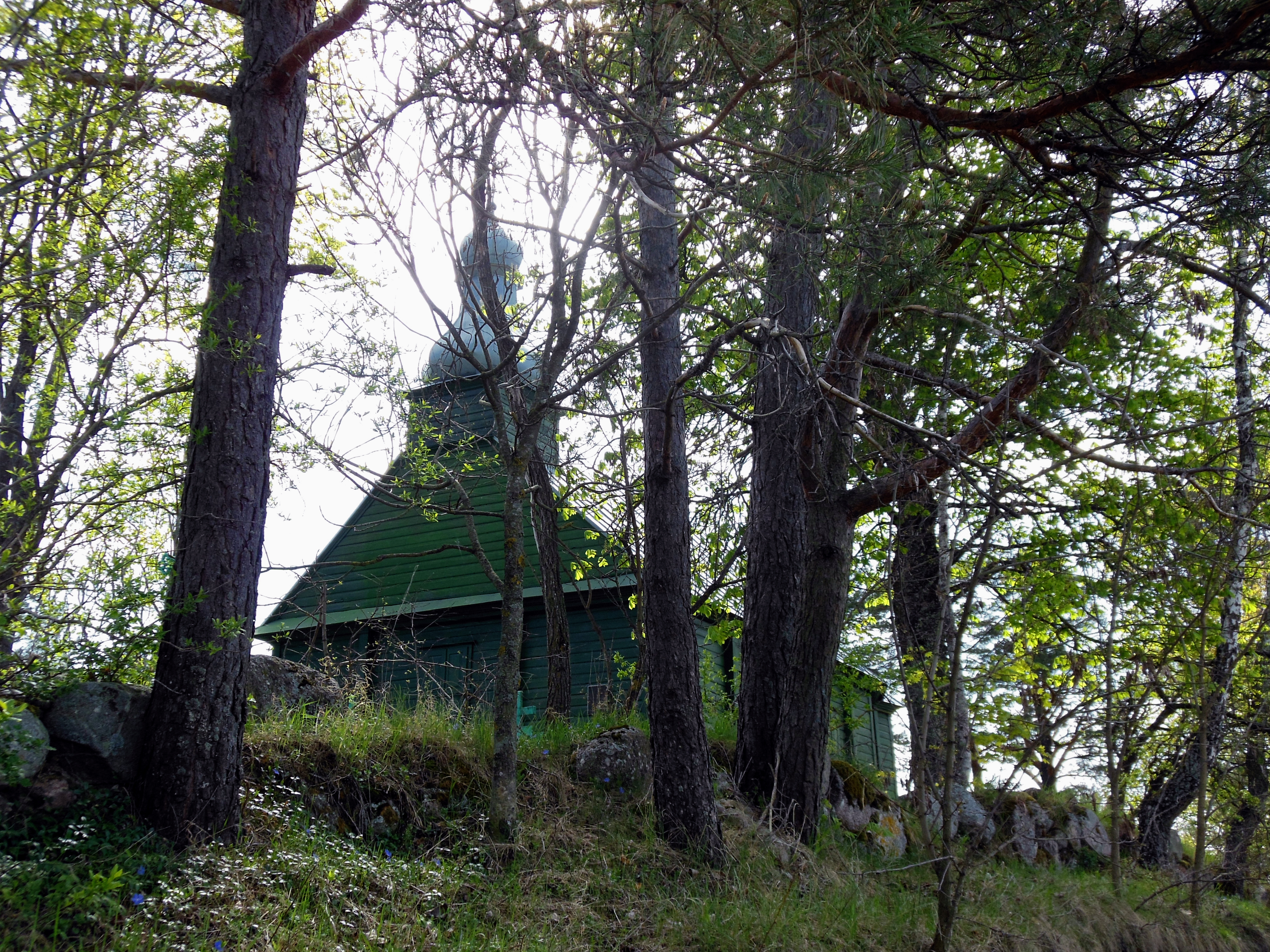
Церква Святого Юрія
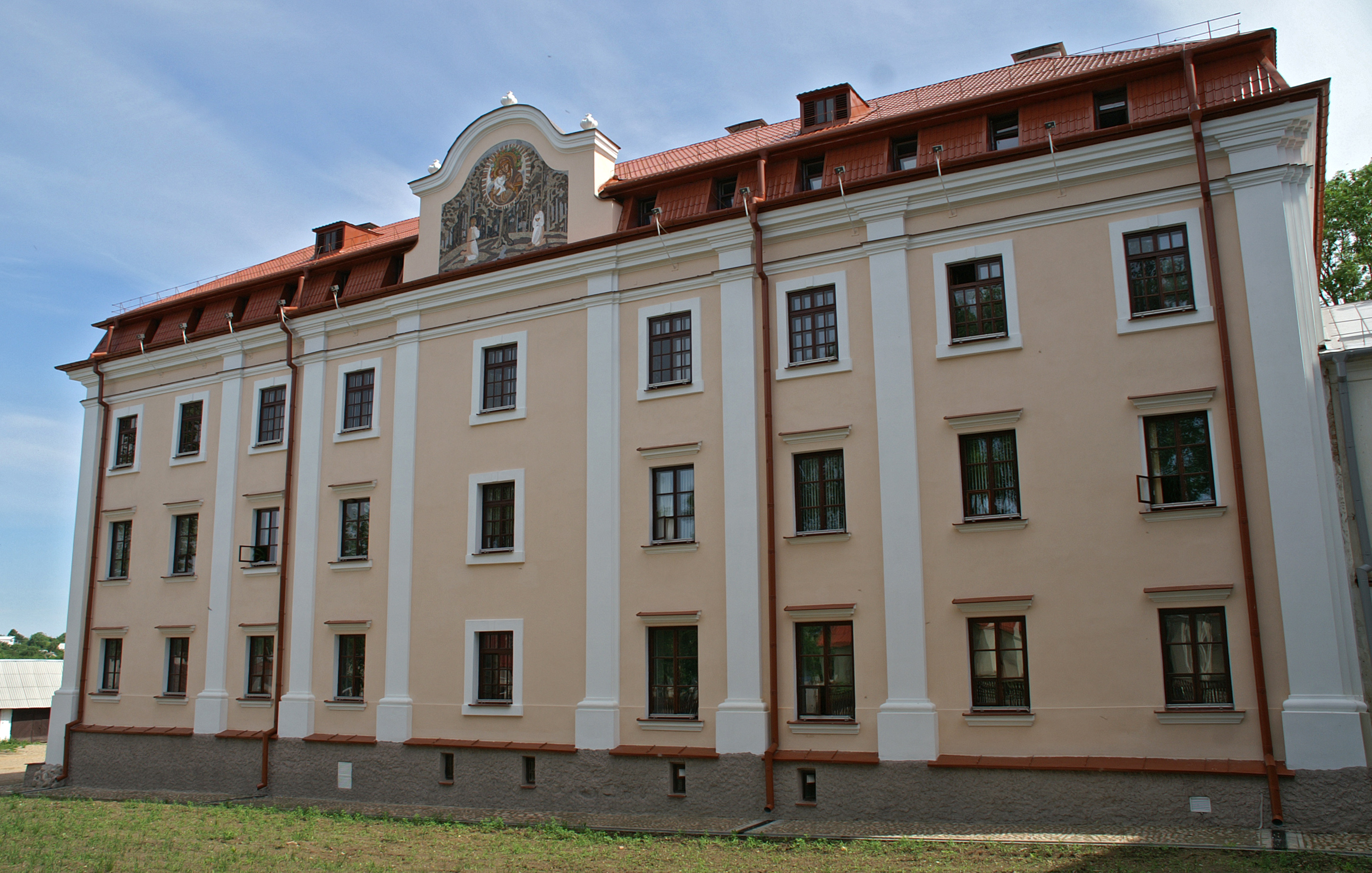
Монастирський корпус
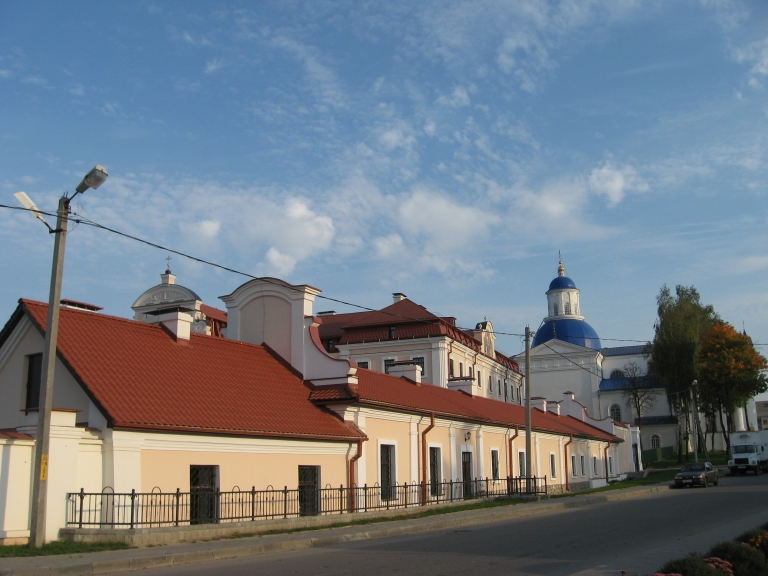
Господарські будівлі